# USS LST-602
O USS LST-602 foi um navio de guerra norte-americano da classe LST que operou durante a Segunda Guerra Mundial.